# Holzbitzler
Der Begriff Holzbitzler bezeichnet die Waldler (Bewohner des Bayerischen- und Böhmerwaldes), die das Bitzeln vorwiegend als Saisonarbeit in den Wintermonaten betrieben und bis in die 1960er Jahre Hausgeräte und Vorprodukte aus heimischem Holz herstellten.
Zu den Gerätschaften gehörten Blaubeerkämme, Holzgabeln, -rechen, -schaufeln ebenso wie Kochlöffel, Quirle und Holzschuhe. Auch wurden Backmulden hergestellt, wie sie auch die Muldenhauer anfertigen. Zu den Vorprodukten zählten Siebränder, Holzstifte für Schuhmacher und Holzdraht. Letzterer wurde von Holzdrahthoblern als drahtdünne Holzstäbe aus astfreiem Fichtenholz in ein bis zwei Metern Länge hergestellt. Auf Webstühlen wurde der Holzdraht zu Rollos, Wandbespannungen oder Käsematten weiterverarbeitet.